# هرياج
هرياج (بالفارسية: هریاج) هي قرية تقع في قسم حبلرود الريفي في إيران. يقدر عدد سكانها بـ 6 نسمة بحسب إحصاء 2016.